# Gwash
De Gwash is een rivier in Engeland die net buiten het dorp Knossington in Leicestershire ontspringt, nabij de westgrens van Rutland.
De rivier voedt het Rutland Water Reservoir waarna deze rond Tolethorpe Hall en Stamford stroomt om uit te monden in de Welland.